# Клитоним
Клитоним, Клејтоним или Клисоним је у грчкој митологији био Амфидамантов син.

## Митологија
Клитоним је био Патроклов пријатељ, кога је Патрокло ненамерно убио док су се играли коцком у наступу беса, због чега су и Патрокло и његов отац Менетије били принуђени да пребегну из Локриде у Фтију, краљу Пелеју, где су остали до почетка тројанског рата. Неки извори наводе да је ова личност на неки начин повезана са Кеутонимом, подземним демоном, мада није сасвим јасно на који начин. Клитонимово име је можда било и Ајан.